# Lisa Marzoli
Lisa Marzoli (Ortona, 12 febbraio 1979) è una giornalista, autrice televisiva e conduttrice televisiva italiana. Conduce il Tg2 delle 20,30 e la rubrica di cultura e spettacolo  Tg2intv . 

## Carriera
Lisa Marzoli è giornalista professionista dal 2005, inizia la sua carriera al Resto del Carlino dove si occupava della pagina politica e della cronaca della Regione Marche.
Nel 2005 diventa direttrice del bimestrale politico-culturale Quarto Potere e dal 2005 inizia a lavorare in Rai come giornalista, conduttrice televisiva ed autrice. 
Inizia la sua attività televisiva in Rai nel 2006 svolgendo il ruolo di inviata per Unomattina. Nel 2007 lavora per Rai Parlamento, per poi trasferirsi alla TGR Lazio. E successivamente viene scelta dal direttore della TGR Alessandro Casarin per condurre il programma Buongiorno Italia in onda su Rai News.
Dal 2012 al 2015 conduce Cronache animali su Rai 2 dove viene notata da Maurizio Costanzo che la chiama a co-condurre assieme a lui il programma in seconda serata su Rai 1 S'è fatta notte di cui diviene anche autrice. Nello stesso anno viene scelta dal direttore del TG2 Marcello Masi per la redazione scientifica del TG2.
Nel 2019 conduce assieme a Beppe Convertini La vita in diretta Estate. Nello stesso anno, co-conduce con Maurizio Costanzo su Rai1 il programma Il gran varietà. Dal 2019 al 2020 conduce con Andrea Velardi Il caffè di Raiuno. Nel 2021 viene scelta per la conduzione del TG2, prima dell’edizione delle 13:00 e successivamente nel 2022 per l’edizione serale delle 20:30. Dal 2023 conduce oltre al telegiornale serale anche la fortunata rubrica TG2 in tv nella quale racconta i grandi protagonisti della televisione del passato e del presente.
Ha partecipato in un cameo come giornalista televisiva al film Passione sinistra di Marco Ponti per Rai Cinema con Alessandro Preziosi e Vinicio Marchioni.

## Programmi televisivi condotti
- Unomattina
- Unomattina estate
- Buongiorno Regione
- TGR Lazio
- Cronache animali (2012-2015)
- S'è fatta notte (2016)
- La vita in diretta Estate (2019)
- Il gran varietà (2019-2020)
- Il caffè di Raiuno (2019-2020)
- Tg2 delle 20,30 ( dal 2021)
- Tg2 in tv - rubrica sulla televisione (dal 2023)